# Cerradospett
Cerradospett (Celeus obrieni) är en fågel i familjen hackspettar inom ordningen hackspettartade fåglar. Den beskrevs som ny art för vetenskapen så sent som 1973.

## Utseende och läten
Cerradospett är en 26–28 cm lång tofsförsedd brunaktig hackspett. Hanen har rostrött huvud och tofs med ljus näbb. Den är svart på bröst och stjärt, gul till gräddbeige från nacken till rygg och övergump samt på undersidan. På skapularerna är den kraftigt svartstreckad och vingpennorna är kastanjebruna. Lätet beskrivs som ett uppåtböjd "reeahh-kah-kah-kah-kah".

## Utbredning och status
Fågeln förekommer i östra Brasilien (västra Piauí). IUCN kategoriserar arten som sårbar.

## Namn
Det vetenskapliga namnet obrieni den amerikanske ornitologen Charles E. O’Brien (1905-1987).